# Michel Foret
 (janvier 2022).
Si vous disposez d'ouvrages ou d'articles de référence ou si vous connaissez des sites web de qualité traitant du thème abordé ici, merci de compléter l'article en donnant les références utiles à sa vérifiabilité et en les liant à la section « Notes et références ».
Michel Foret est un homme politique belge né à Liège le 19 avril 1948, membre du MR.
Il est docteur en droit de l’université de Liège (1970) et gradué en informatique de l’IESN, aujourd'hui un département de la Haute Ecole Namur-Liège-Luxembourg (Namur). 

## Biographie
Comme jeune militant du Rassemblement wallon, il participe aux élections communales de Liège début des années 1970 et il bénéficie des démissions de François Perin et Pierre-Octave Lohest pour entrer au Conseil communal comme suppléant; conseiller et secrétaire de Cabinet auprès de Jean Gol, secrétaire d’État à l'Économie régionale wallonne (1974-1977). Il contribue à la naissance du PRLW, dont il devient membre du bureau politique (1978).
Cadre d'entreprises chez Mechim SA, puis Sogep SA et Sybetra (1971-1981), il est aussi administrateur-directeur de la SA Exporter. Jusqu'à la fin des années 1990, il est également administrateur représentant l'Etat belge au sein de la Société anonyme de droit public BELFIN, chargée principalement de gérer les dettes du passé du secteur sidérurgique belge. En 2015, il préside l'association sans but lucratif Le Grand Liège, institution visant à contribuer à l'essor économique et intellectuel de Liège et, plus généralement, de la Wallonie.
Comme gouverneur de la province de Liège (voir ci-dessous), il joue un rôle international, en particulier dans le cadre de l'Association européenne des représentants territoriaux de l'Etat (AERTE), qu'il préside jusqu'en 2014, accueillant alors à Liège les XXIes Journées européennes de représentants territoriaux de l'Etat consacrées au thème "Sécurité et énergie : le rôle du RTE vis-à-vis du citoyen".

## Carrière
- 1976-1995 : Conseiller communal de la Ville de Liège
- 1981-1982 : Echevin du Tourisme, du Commerce et des Classes Moyennes de la Ville de Liège
- 1989-1991 : Député à la chambre des représentants
- 1989-1991 et 1995-1999 : Député du Conseil régional wallon
- 1989-1991 et 1995-1999 : Député du Conseil de la Communauté française de Belgique
- 1991-1995 : Sénateur provincial de Liège
- 1995-1999 : Sénateur désigné par le Conseil de la Communauté française de Belgique
- 1999-2004 : Ministre du gouvernement wallon de l'Aménagement du Territoire, de l'Urbanisme et de l'Environnement
- 2004-2015 : Gouverneur de la province de Liège

## Distinctions et récompenses
- 2012 : citoyen d'honneur de Liège[1]
- 28 mars 2014 : Reçoit une Borne de Cristal d'Honneur de l'ARGELg (remise par la ministre Sabine Laruelle)